# Attack Force
Attack Force är en amerikansk actionfilm från 2006 i regi av Michael Keusch.

## Handling
Marshall Lawson (Seagal) förlorar sitt attack-team i en kallblodig attack. Han börjar undersöka de konstiga omständigheterna som ledde till förlusten. Spåren leder honom till CTX Majestic, en topphemlig militäroperation. Militären vill hålla operationen dold och gör allt för att röja honom. 

## Manusändring
- Från början tänkt som en Seagal vs Aliens-film. Men när Seagal lämnat produktionen och producenterna såg den första grovklippningen så skrevs snabbt manuset om. Orsak: producenterna trodde inte fansen skulle köpa konceptet och filmen stöptes om till en klassisk Seagal-direkt-till-DVD-historia.

## Rollista (i urval)
- Steven Seagal - Marshall Lawson
- Lisa Lövbrand - Tia
- David Kennedy - Dwayne
- Matthew Chambers - Seth
- Danny Webb - Werner